# Campanula fruticulosa
Campanula fruticulosa är en klockväxtart som först beskrevs av Otto Karl Anton Schwarz och Peter Hadland Davis, och fick sitt nu gällande namn av Jürgen Damboldt. Campanula fruticulosa ingår i släktet blåklockor, och familjen klockväxter. Inga underarter finns listade i Catalogue of Life.